# Kurt Hensel
Pour les articles homonymes, voir Hensel.
Kurt Hensel (né le 29 décembre 1861 à Königsberg, province de Prusse et mort le 1er juin 1941 à Marbourg, Allemagne) est un mathématicien allemand. Il est notoire pour l'introduction du concept de nombre p-adique en 1897. Le lemme de Hensel et les anneaux henséliens sont nommés en son hommage.

## Biographie
Kurt Hensel est le quatrième enfant de Sebastian Hensel (en) (1830–1898) et de Julie von Adelson (1836–1901) et le frère du philosophe Paul Hensel (en) (1860–1930) et de l'écrivaine Lili du Bois-Reymond (en) (1864–1948).
Son père, Sebastian, est le seul fils du peintre Wilhelm Hensel et de la compositrice Fanny Mendelssohn, soeur aînée de Felix Mendelssohn. Après la mort de sa mère, Sebastian Hensel habite chez sa tante maternelle Rebecka et son oncle par alliance, le mathématicien Johann Peter Gustav Lejeune Dirichlet.
Kurt Hensel a également des liens de famille avec les mathématiciens Ernst Kummer, Hermann Amandus Schwarz et Roland Sprague.
Il passe son enfance à Königsberg où il est éduqué par ses parents jusqu'à l'âge de neuf ans. Après le déménagement de la famille à Berlin, il intègre le Friedrich-Wilhelm Gymnasium où son professeur de mathématiques K. H. Schellbach l'encourage dans cette voie.
Après ses études universitaires et son service militaire, il épouse à Berlin en 1887 Gertrud Hahn, fille de l'industriel Albert Hahn, tante du pédagogue Kurt Hahn, et belle-soeur du neurologue Ernst Remak. Ils auront cinq enfants, quatre filles et un fils.
Sa fille Ruth est la mère du mathématicien Walter Hayman.

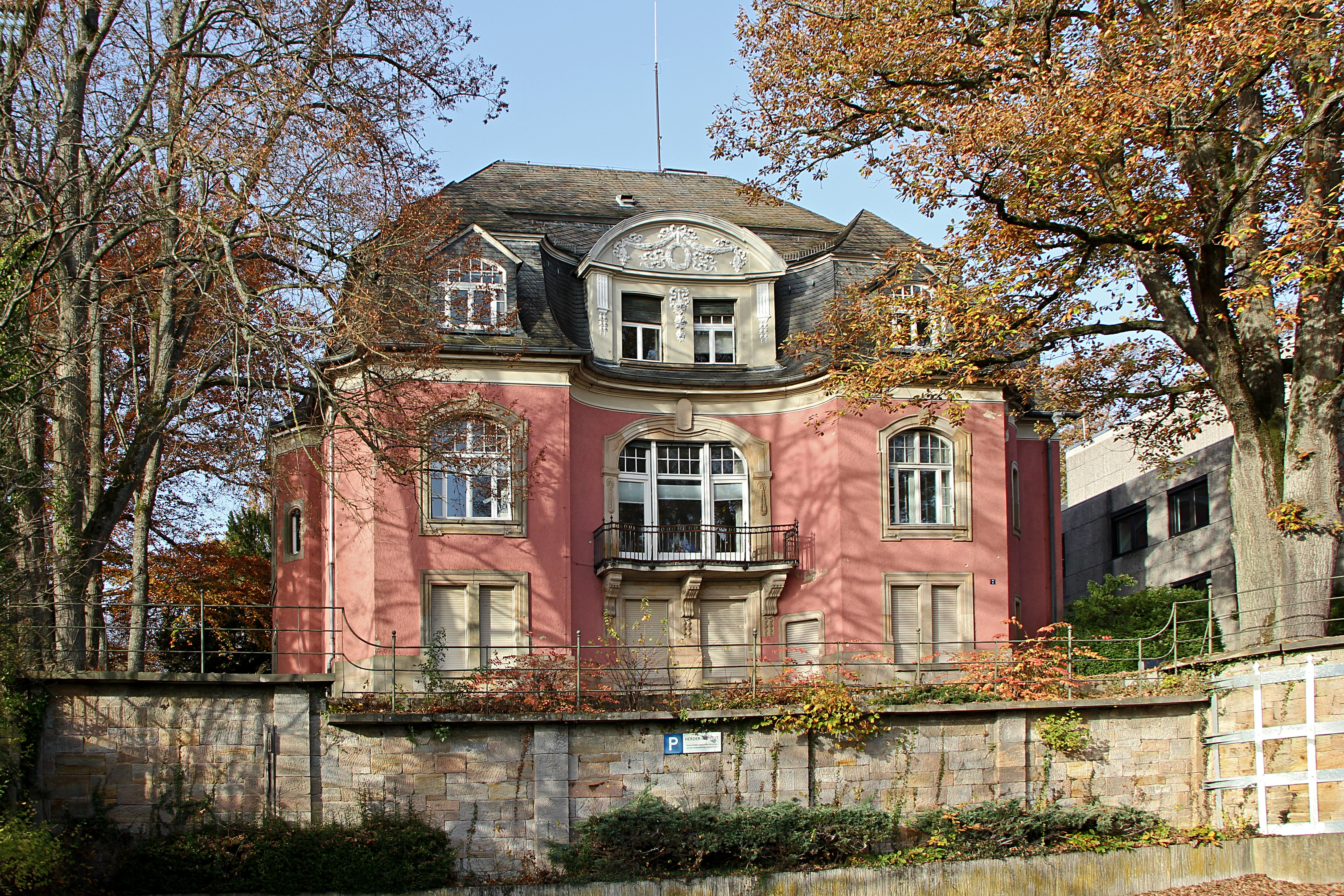
La villa Hensel à Marburg - Heinrich Stürzl

De 1901 à 1930, Kurt Hensel exerce comme professeur à l'Université de Marburg.
En 1906, il y fait bâtir une villa familiale qui devient rapidement un des centres de la vie culturelle de la ville.
Devenu professeur émérite en 1930, en 1935, à cause des lois anti-juives, il ne peut plus exercer. Il ouvre alors sa maison à ses concitoyens juifs persécutés. Il meurt le 1er juin 1941 d'un infarctus à l'âge de 79 ans.

## Carrière
Hensel étudie dans les universités de Bonn et Berlin où il sera l'élève, entre autres, de Rudolf Lipschitz, Karl Weierstraß, Karl Wilhelm Borchardt, Gustav Robert Kirchhoff et Hermann von Helmholtz.
Il fait une thèse sous la direction de Leopold Kronecker à l'université Frédéric-Guillaume sur Arithmetische Untersuchungen über Discriminanten und ihre ausserwesentlichen Theiler et la soutient en 1884. Il passe son habilitation en 1886.
Il obtient un poste de professeur à l'université de Marbourg en 1901, et malgré de nombreuses sollicitations d'autres établissements, y exerce jusqu'à sa retraite en 1930.
De 1903 à 1936, il est l'éditeur du Crelle's Journal, la prestigieuse revue mathématique connue aussi sous le nom de Journal für die reine und angewandte Mathematik.
Kurt Hensel consacre toute sa carrière à l'édition scientifique des travaux de Kronecker. Entre 1895 et 1930, il publie cinq volumes de l'oeuvre du mathématicien. Le premier paraît entre son doctorat et son habilitation, et le dernier l'année de sa retraite.
Il publie également deux autres ouvrages de Kronecker : Vorlesungen über Zahlentheorie (1901), et Vorlesungen über die Theorie der Determinanten (1903).
En 1929, il est nommé docteur honoris causa de l'Université d'Oslo.

## Recherche
Kurt Hensel est à l'origine de la découverte des nombres p-adiques qu'il expose dans un article de 1897. Cela le conduit à la notion de corps muni d'une valuation et lui permet ainsi d'obtenir de nombreux résultats sur les formes quadratiques ainsi qu'en théorie des nombres.
La richesse de la découverte des nombres p-adiques est établie en 1921 par le mathématicien Helmut Hasse. Celui-ci prouve en effet qu'une forme quadratique a une racine rationnelle, si et seulement si, elle a une solution dans le corps des nombres p-adiques pour tout nombre premier {\displaystyle p} ainsi qu'une solution réelle.

## Le fonds Hensel

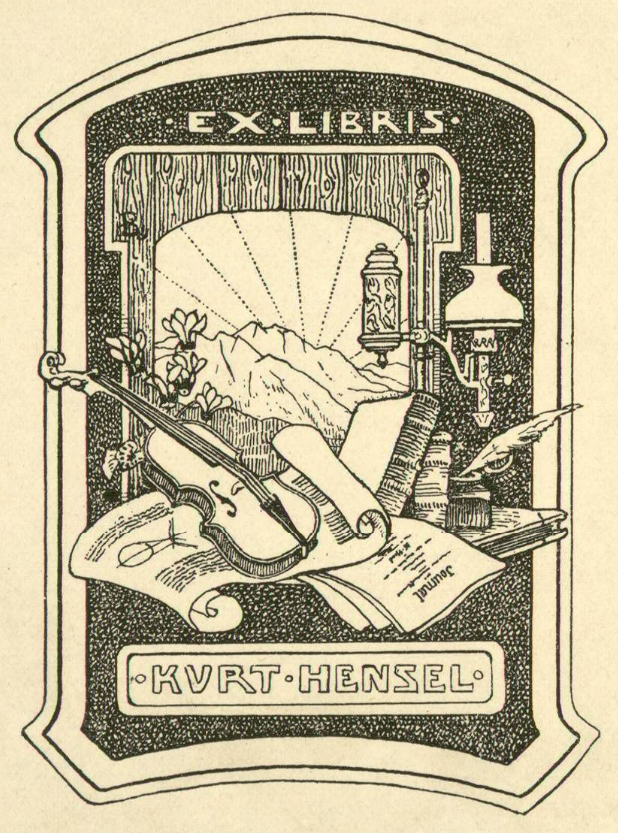
L'Ex Libris de Kurt Hensel

À sa mort à Marbourg en juin 1941, Kurt Hensel laisse une importante bibliothèque mathématique.
En 1942, sa belle-fille, devenue veuve, est dans le besoin. Elle propose à la vente des ouvrages de ce fonds. Pendant la seconde guerre mondiale, les seules universités allemandes en mesure d'effectuer un achat aussi important sont les Reichsuniversitäten nazies créées en territoire nouvellement conquis à Prague, Poznan et Strasbourg. La Reichsuniversität nazie de Strasbourg, particulièrement active dans l'acquisition de livres par l'office de son Universitätsbuchhandlung, la librairie de l'Université, acquiert quelque 1 500 tomes de la bibliothèque de Kurt Hensel. Ces ouvrages constituent aujourd'hui un fonds important de la bibliothèque de l'actuelle Institut de Recherche Mathématique Avancée (IRMA) de l'Université de Strasbourg.
À côté des livres qui en constituent l'essentiel, le fonds Hensel comprend également une série de notes manuscrites de cours de mathématiques datant du XIXe siècle. L'ensemble le plus riche est constitué de notes des cours berlinois de Leopold Kronecker couvrant la période 1872-1891. Des notes de cours d'autres mathématiciens du XIXe siècle, comme C.G.J. Jacobi, Karl Weierstrass et d'autres font également partie de ce fonds. Elles sont réunies dans des reliures d'art réalisées par la bibliothèque de l'IRMA où elles sont conservées. Ces notes sont également accessibles en ligne via des numérisations.